# 复流形
微分几何中，复流形（英語：Complex manifold）是一个使得每个鄰域在一种连续的方式下看起来象一个複n维空间的流形。更精确的讲，一个复流形有一个坐标图册，其每个坐标图映射到Cn，并且坐标图之间的坐标变换是全纯的。
复流形可以视为微分流形的一种特例。例如，一个1维复流形几何上就是一个曲面，称为黎曼曲面。变换函数必须全纯这个要求意味着和通常的微分流形不同，不同的Ck-微分结构对于不同k没有区别，因为全纯函数解析，一次每个全纯结构也是一个Ck结构，对于任意k ≥1成立。
复流形的理论和实流形的有相当不同的感受，因为複解析函数比光滑函数更为严格。例如，使用惠特尼嵌入定理，每个实流形可以嵌入为Rn的子流形，,但是很少有复流形可以成为Cn的子流形。